# Municipio de Pine City
El municipio de Pine City (en inglés: Pine City Township) es un municipio ubicado en el condado de Pine en el estado estadounidense de Minnesota. En el año 2010 tenía una población de 1394 habitantes y una densidad poblacional de 14,77 personas por km².

## Geografía
El municipio de Pine City se encuentra ubicado en las coordenadas 45°48′46″N 92°53′26″O / 45.81278, -92.89056. Según la Oficina del Censo de los Estados Unidos, el municipio tiene una superficie total de 94.37 km², de la cual 92,38 km² corresponden a tierra firme y (2,11 %) 1,99 km² es agua.

## Demografía
Según el censo de 2010, había 1394 personas residiendo en el municipio de Pine City. La densidad de población era de 14,77 hab./km². De los 1394 habitantes, el municipio de Pine City estaba compuesto por el 97,85 % blancos, el 0,14 % eran afroamericanos, el 0,29 % eran amerindios, el 0,29 % eran asiáticos, el 0,36 % eran de otras razas y el 1,08 % eran de una mezcla de razas. Del total de la población el 1,79 % eran hispanos o latinos de cualquier raza.